# 托爾欽 (霍羅希夫市鎮)
50°31′59″N 28°28′25″E / 50.53306°N 28.47361°E
托爾欽（羅馬化：Torchyn）是烏克蘭中部的村落，隸屬日托米爾州日托米爾區霍羅希夫市鎮，面積5.18平方公里，2001年人口169，人口密度每平方公里32.63人。